# 치안유지법
《치안유지법》(治安維持法, 일본어: 治安維持法, ちあんいじほう 지안이지호[*], 영어: Peace Preservation Law)은 일본 제국 말기에 천황 통치 체제를 부정하는 운동을 단속하는 법률이다. 1925년 5월 12일에 시행되고, 미군정 치하 1945년 10월 15일 폐지되었으나 이후에 이를 기반으로 국가보안법이 만들어진다.

## 요약
일본 역사상 가장 폭력을 휘둘러온 언론 탄압법으로 악명 높은 법률이다. 1910년대에 잇달아 일어난 군주제 국가의 붕괴(신해 혁명, 러시아 혁명, 독일 혁명, 오스트리아-헝가리 제국의 붕괴)의 영향을 받아 활발하게 전개된 민주주의 운동(다이쇼 데모크라시), 공화제 운동, 공산주의 운동을 분쇄하는 목적도 있었다. 해당 법안의 조문 제1장 제1조에는 "국체 (천황 통치 체제)의 변혁을 목표로 하는 사람은 ..."라고 기재되어있다.
처음에는 일본 공산당이 적용 대상이었지만 대상은 멈추지 않고 확대되어 사회주의와 노동 운동과 종교가도 경계의 대상이 되었고, 나중에는 정부를 비판하는 모든 언론도 포함되었다. 제2차 세계 대전 이후에 결성된 치안유지법 피해자 연맹은 치안유지법에 의해 고문 또는 처형당한 피해자 수는 내지에서만 약 75,000명에 이르렀다고 보고 있다.
이 치안 유지법 모델은 1923년 관동대지진 직후의 혼란을 방지하기 위해 공포된 긴급 칙령이었다. 이 법은 내지(일본 제국의 일본 본토) 뿐만 아니라 외지(일본 제국의 속령)에 대해서도 적용되었으며 1938년부터 1945년까지 지속된 국가총동원법 체제는 조선의 민족 독립 운동에 대한 탄압에도 적용되었다.

## 내용
1925년 4월 22일에 법률 제46호로 제정되었을 때는 최고 10년 이하의 징역 또는 금고의 처벌이던 조항이, 1928년 개정되면서 최고 사형까지 가능하도록 크게 강화되었다. 태평양 전쟁 직전인 1941년 3월 10일에 그때까지 7조에 불과했던 법률 조항이 전면적으로 개정되면서 전 65조의 새로운 치안유지법(법률 제54호)이 공포되어 동년 5월 15일부터 시행되었다. 이에 의해 처벌은 더욱 강해졌으며 더불어 "예방구금제도"도 도입되었다.

## 폐지
연합군 총사령부가 일본의 항복 이후에 일본을 점령했고 1945년 10월 4일 연합군 총사령부가 일본 측에 인권지령인 "정치적, 공민적, 종교적 자유에 대한 제한의 제거에 대한 사령부 각서"에 의해 폐지할 것을 명령했다. 이에 따라 치안유지법은 1945년 10월 15일을 기하여 폐지되었다.

## 같이 보기
- 정보국 (일본제국)(내각정보국, 情報局, Cabinet Intelligence Bureau)
- 국가 총동원법
- 도쿠토미 소호(徳富蘇峰, Tokutomi Sohō)
- 국민정신총동원
- 민간검열지대(民間檢閱支隊, 民間検閲支隊, Civil Censorship Detachment, CCD)
- 내각정보조사실(CIRO)
- 군국주의
- 파괴활동방지법
- 국가보안법
- 미국 애국자법
- 요제프 괴벨스
- 국민계몽 선전부(Ministry of Public Enlightenment and Propaganda)